# Galbert z Brugg
Galbert z Brugg († 1134) byl vlámský duchovní a kronikář. Byl notářem flanderského hraběte Karla Dobrého a po něm i Viléma Flanderského. Je autorem latinského spisu De multro, traditione et occisione gloriosi Karoli comitis Flandriarum o vraždě hraběte Karla a následných událostech roku 1127.
| „                 | ...plní odvahy a chutě do boje, vidí před sebou obléhané a dávají dohromady veškerou svou odvahu, když pomyslí na to, jak by bylo krásné zemřít za své otce a za svou vlast, jaké slávy by se dostalo vítězům a jak zločinní a proradní byli zrádci, kteří se uchýlili do Kristova chrámu, avšak zejména dychtí po pokladu a stříbře pana hraběte, myslí na kořist, která je čeká, až přemůžou obléhané... | “ |
| — Galbert z Brugg | |   |